# Il grande inquisitore (film)
Il grande inquisitore (Witchfinder General) è un film del 1968 diretto da Michael Reeves. Interpretato da Vincent Price e Ian Ogilvy, è dedicato alla figura di Matthew Hopkins.
Con il passare del tempo, il film divenne una pellicola di culto, in parte grazie alla scomparsa di Reeves nel 1969, morto all'età di 25 anni a causa di un'overdose di droga, a soli nove mesi dalla distribuzione del film nei cinema.

## Trama
Nel 1645, durante la guerra civile inglese, l'avvocato Matthew Hopkins, aiutato dal collaboratore John Stearne, va in cerca di streghe da processare e condannare, mettendo a disposizione i suoi servigi alle magistrates' court delle comunità locali dell'Anglia orientale dietro pagamento di compenso in danaro. Durante le sue azioni viene incaricato di prendere di mira un prete di nome John Lowes. Per far ciò sfrutterà anche la nipote Sarah, promessa sposa a Richard Marshall, un soldato del New Model Army che, una volta scoperte le nefandezze di Hopkins, si metterà sulle sue tracce per vendicarsi.

## La produzione
La Tigon Productions deteneva i diritti del romanzo del 1966 Witchfinder General di Ronald Bassett, vagamente ispirato alla figura storica di Matthew Hopkins, un auto-proclamatosi "inquisitore" che affermava di essere stato autorizzato dal Parlamento inglese a "cacciare le streghe". In realtà, Hopkins non ricevette mai un mandato ufficiale per il suo operato. Tony Tenser, il fondatore e direttore esecutivo della Tigon, aveva letto il libro di Bassett in passato e aveva fermamente voluto assicurarsene i diritti per una trasposizione cinematografica. Tenser offrì la regia del film a Michael Reeves, che aveva appena finito di girare Il killer di Satana (1967), con Boris Karloff.
Reeves fornì una sceneggiatura che suscitò l'entusiasta approvazione di Tenser. La produzione stilò un budget preliminare per il film, e richiese che Reeves completasse al più presto un copione completo e definitivo, in modo da poter iniziare le riprese in settembre in modo da anticipare l'inverno. Reeves chiamò il suo vecchio amico d'infanzia Tom Baker (autore insieme a lui della sceneggiatura de Il killer di Satana) per assisterlo nella stesura del copione. Per la parte del protagonista, inizialmente Reeves e Baker avevano in mente Donald Pleasence. Tuttavia, quando la American International Pictures entrò nella produzione, insistette per affidare il ruolo a Vincent Price, che era già sotto contratto con loro, e Pleasence venne eliminato dal film. A causa del brusco cambiamento del protagonista, Reeves e Baker dovettero riscrivere completamente la parte di Hopkins, che volevano presentare come "inefficace ed inadeguato ... una figura autoritaria ridicola", poiché pensavano che Pleasence avrebbe incarnato alla perfezione una figura del genere. Sapevano invece che l'alto, imponente Price, con la sua lunga carriera di ruoli in film horror, sarebbe stato un "cattivo" maggiormente sui generis, e quindi modificarono il copione.
Come richiesto dalla legge britannica dell'epoca, la prima stesura definitiva della sceneggiatura venne sottoposta al vaglio della "British Board of Film Censors (BBFC)" il 4 agosto. Nello stesso giorno, venne stilato un report preliminare dall'esaminatore della BBFC, decisamente negativo nei confronti dell'opera. Il copione venne restituito a Tenser qualche giorno dopo, accompagnato da un dettagliato rapporto circa le modifiche da apportare al film. Venne quindi stesa una seconda versione riveduta e corretta che venne inviata alla BBFC undici giorni dopo, ma suscitò la medesima reazione da parte della censura che biasimava l'ostentato e compiaciuto sadismo di alcune scene. Anche stavolta il copione tornò a Tenser con tutta una serie di modifiche richieste.
Quindi Reeves e Baker completarono una terza stesura. Questa versione della sceneggiatura, che risultò quella definitiva eccetto qualche piccolo cambiamento in fase di produzione, era priva delle scene di maggior violenza descritte nelle precedenti stesure: gli spasmi della donna impiccata nella prima scena, Lowes che viene accoltellato quindici volte nella schiena, e la cruenta morte della vittima di un cecchino. Doveva essere filmata anche una sequenza che riproduceva la battaglia di Naseby, dove un soldato veniva decapitato in primo piano. Ma la variazione maggiore fu relativa al finale del film, che venne completamente alterato. In origine, Stearne cade preda di un gruppo di zingari e cerca di violentare una delle loro donne, che invece riesce a difendersi accecando l'uomo. Poi gli zingari lo accoltellano a morte. Marshall arriva e convince gli zingari ad aiutarlo nel tendere un'imboscata ad Hopkins. Hopkins viene brutalmente picchiato da Marshall, che gli estorce una "confessione" prima di impiccarlo. A causa degli alti costi che sarebbero stati richiesti dalla scena della battaglia di Naseby, Tenser chiese espressamente di eliminarla e di semplificare il finale.

## Le riprese
La produzione ebbe inizio il 18 settembre 1967 con un budget prefissato di 83.000 sterline (12.000 delle quali per il compenso di Price).
Gli interni furono girati in due hangar appositamente modificati nei pressi di Bury St Edmunds nel Suffolk. Questa scelta rese necessario che tutti i dialoghi fossero ridoppiati in studio, perché il soffitto era troppo alto e c'era troppa eco. Gli esterni furono ripresi sulla costa di Dunwich (per la scena con il pescatore), a Langley Park fuori Londra (per la scena dove Stearne sfugge alla cattura), e a Black Park, a sud-est di Buckinghamshire, location frequentemente utilizzata dalla Hammer Film Productions. Lavenham Square (a Lavenham, Suffolk), sito della scena del rogo della strega, era la vera Lavenham Market Square; la troupe nascose antenne TV e cavi telefonici vari per effettuare riprese coerenti con il periodo storico narrato nel film. Le scene in campagna furono girate prevalentemente nella Stanford Battle Area vicino Thetford, Norfolk. La chiesa utilizzata nel film è la "St. John The Evangelist" di Rushford nel Norfolk. Altre riprese ebbero luogo a Kentwell Hall, a Long Melford. Il climax del film fu girato a Orford Castle, sulla costa dell'Anglia orientale. Le riprese terminarono il 13 novembre 1967 come prefissato.
La produzione si svolse senza particolari intoppi, eccezion fatta per i cattivi rapporti sul set tra Reeves e Price. Reeves non fece segreto del fatto che Price gli era stato imposto dalla produzione, e che non era la sua prima scelta per il ruolo del protagonista. Reeves rifiutò di andare ad incontrare Price all'aeroporto di Heathrow quando l'attore arrivò dagli Stati Uniti, un "deliberato atto di snobismo" per offendere sia Price che la AIP. Notoriamente Price disse: «Portami dal tuo fottuto giovane genio!» (riferendosi a Reeves) al co-produttore Philip Waddilove, andato a riceverlo all'aeroporto al posto di Reeves. Quando finalmente Price incontrò Reeves per la prima volta, il giovane regista disse all'attore, «Non ti volevo, ed ancora non ti voglio, ma mi hanno incastrato!»
Secondo Kim Newman nel suo libro Nightmare Movies, una volta Reeves diede un suggerimento a Price sul set, e l'attore rispose: «Io ho fatto 87 [sic] film. Tu che cosa hai fatto?». E Reeves rispose: «Io ho fatto tre film buoni». «Reeves mi odiava», raccontò Price in seguito. «Non mi voleva per nessun ruolo. E a me non piaceva lui, la cosa era reciproca. Fu una delle poche volte nella mia carriera dove presi parte ad un film dove il regista ed io eravamo in totale e perenne disaccordo».
Oltre alla difficoltà di relazionarsi con Price, Reeves dovette far fronte anche ad altri imprevisti sul set. Il primo giorno, Price venne disarcionato dal suo cavallo e dovette andare in hotel per farsi curare. L'attore tornò al lavoro il giorno seguente. Verso la fine delle riprese, ebbe luogo un'ispezione da parte dei sindacati quando uno dei tecnici inglesi denunciò che la produzione non aveva reclutato una troupe abbastanza grande come da regole sindacali. In due occasioni, Reeves fu a corto di attori. Waddilove sostituì una comparsa durante una scena a Wymark, e sua moglie Susi interpretò una delle donne durante la scena del rogo della strega.

## La critica e la censura
Il regista Reeves inserì svariate scene di tortura e violenza ritenute molto estreme per l'epoca. Nonostante gli ampi tagli al quale venne sottoposto prima dell'uscita nelle sale nell'estate del 1968, il film si attirò gli strali della critica che condannò la violenza mostrata definendolo un'opera "disgustosa". Negli Stati Uniti, dove il film venne rinominato The Conqueror Worm ed uscì in versione quasi intatta, la pellicola riscosse un buon successo al botteghino, venendo però praticamente ignorata dai critici e dalla stampa di settore.
Per l'epoca, Il grande inquisitore mostra scene di violenza e sadismo alquanto forti. Il censore britannico John Trevelyan, cugino alla lontana di Michael Reeves, in un primo momento diede ascolto alle motivazioni espresse dal regista circa l'estrema necessità di includere scene così cruente nel film. Tuttavia, Trevelyan indicò come nella pellicola fossero mostrate "impressionanti scene di violenza, apparentemente per fini meramente commerciali e non artistici". Di conseguenza, il film venne ampiamente tagliato per l'uscita nelle sale. Circa due minuti di violenza definita di una "brutalità eccessivamente sadica" furono rimossi. Inizialmente Reeves accettò di eseguire personalmente qualche taglio, ma quando la censura si fece più pressante, rifiutò di collaborare.
Trevelyan dichiarò che Reeves successivamente gli scrisse una lettera ammettendo come i tagli eseguiti non avessero rovinato il film come lui credeva. Nessuna copia della lettera è mai giunta a noi, e basandosi sui molti commenti fatti dal regista circa la censura subita, egli riteneva invece che i tagli "avessero distrutto il film". Il biografo di Reeves, Benjamin Halligan, ritiene che Trevelyan si possa essere confuso con un'altra lettera mandatagli da Reeves.